# China Taipéi en los Juegos Olímpicos de Innsbruck 1976
China Taipéi (Taiwán) estuvo representada en los Juegos Olímpicos de Innsbruck 1976 por seis deportistas masculinos que compitieron en cuatro deportes.
El equipo olímpico no obtuvo ninguna medalla en estos Juegos.